# 宮島剛
宮島 剛（みやじま たけし、1925年（大正14年）9月19日 - 2006年（平成18年）4月3日）は、日本の厚生官僚、政治家。佐賀県佐賀市長（2期）。

## 来歴
佐賀県佐賀市出身。1949年（昭和24年）東京帝国大学法学部政治学科を卒業。同年厚生省に入省し、薬務局長、官房長などを歴任する。1976年（昭和51年）に退官。退官後は親類が経営する会社に勤めた。
1979年の佐賀市長選挙に立候補して当選、2期務める。2期目が満了に近づいた1986年暮れ、病に倒れ市長を辞任した。翌1987年船員保険会会長に就任した。その後、日本血液製剤協会理事長を務めた。2006年4月3日入院先の東京都港区の病院で死去。